# Manipura

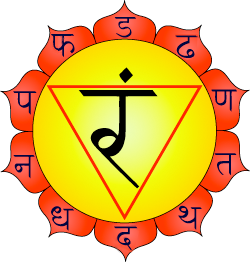

Manipura (Sanskrit: मणिपूर, IAST: Maṇipūra, Deutsch: „Juwelensee“) ist nach Vedischer Überlieferung das dritte Hauptchakra. Es befindet sich über dem Bauchnabel und leicht unterhalb des Sonnengeflechts. „Mani“ bedeutet Edelstein, Juwel, „Pura“ (mit langem „ū“) See oder Flut. Mit kurzem „u“ wäre Pura auch Stadt, weshalb manchmal von der „Stadt der Edelsteine“ die Rede ist.
Das Manipurachakra wird mit dem Zentrum der Lebensenergie in Verbindung gebracht. Laut der Überlieferung wirkt das Manipurachakra wie ein Magnet, der Prana aus dem Kosmos anzieht. Als Sitz des Verdauungsfeuers regelt das Manipurachakra die Funktion der Verdauungsorgane.
Das Manipurachakra wird als nach unten zeigendes rotes Dreieck in einem gelben Kreis mit 10 Blättern symbolisiert.